# Агнес Бернауэр (торт)
Торт Агнес Бернауэр (нем. Agnes-Bernauer-Torte) — немецкий торт, специалитет баварской кухни родом из Штраубинга. Многослойный торт с коржами из орехового безе с кофейным масляным кремом носит имя дочери цирюльника, ставшей супругой герцога Альбрехта III, правившего в Мюнхене в XV веке. Трагическая судьба Агнес, усилиями свёкра обвинённой в колдовстве и утопленной в Дунае, была увековечена не только в кондитерском изделии, но и в многочисленных литературных произведениях. Рецепт торта Агнес Бернауэр был создан в штраубингской кондитерской «Крённер». Торт Агнес Бернауэр по мнению журнала Freundin входит в десятку самых популярных немецких тортов в мире.